# Juliusz Kossak
Pour les articles homonymes, voir Kossak.
Ne doit pas être confondu avec Wojciech Kossak.
Juliusz Fortunat Kossak, herb Kos (pl), né à Nowy Wiśnicz en 1824 et mort en 1899, est un peintre polonais.

## Biographie
Membre de la famille Kossak. Juliusz Kossak a peint, principalement à l'aquarelle, de nombreuses scènes historiques, des batailles célèbres (Guerres napoléoniennes, Insurrection de Novembre), des chevaux (son thème préféré) et réalisé des illustrations pour de nombreux romans ainsi que pour la presse. Il fut un des initiateurs de la fondation du Musée national de Cracovie.

## Galerie d'œuvre

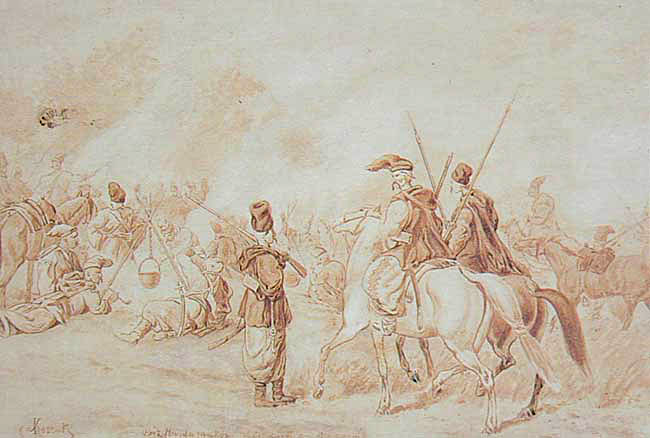
Haïdamak.
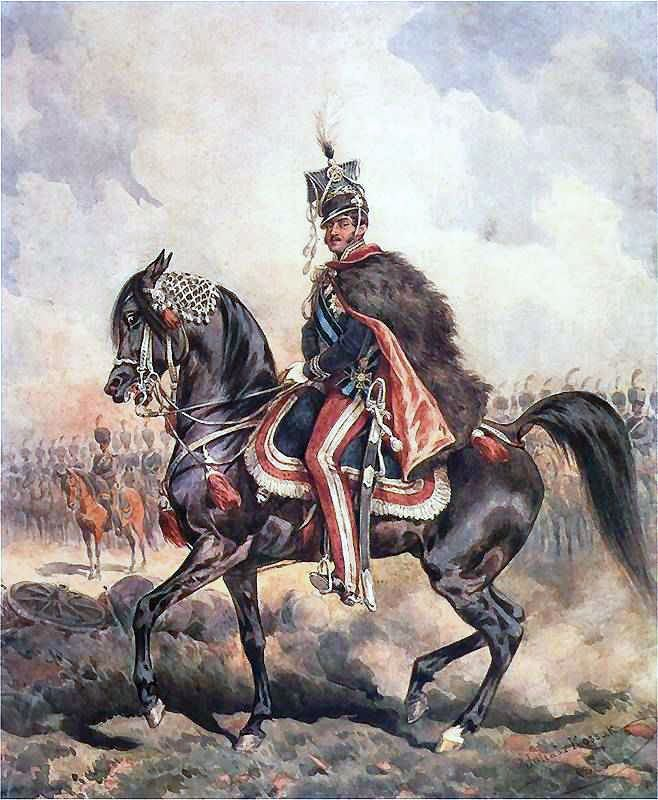
1879 Portrait du prince Jozef à cheval
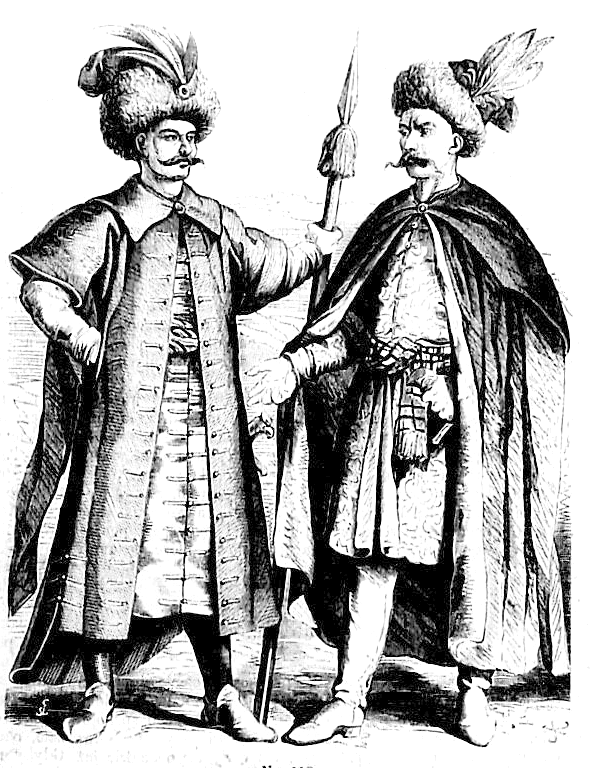
1864 Illustration pour l'hebdomadaire Armes et vieux vêtements
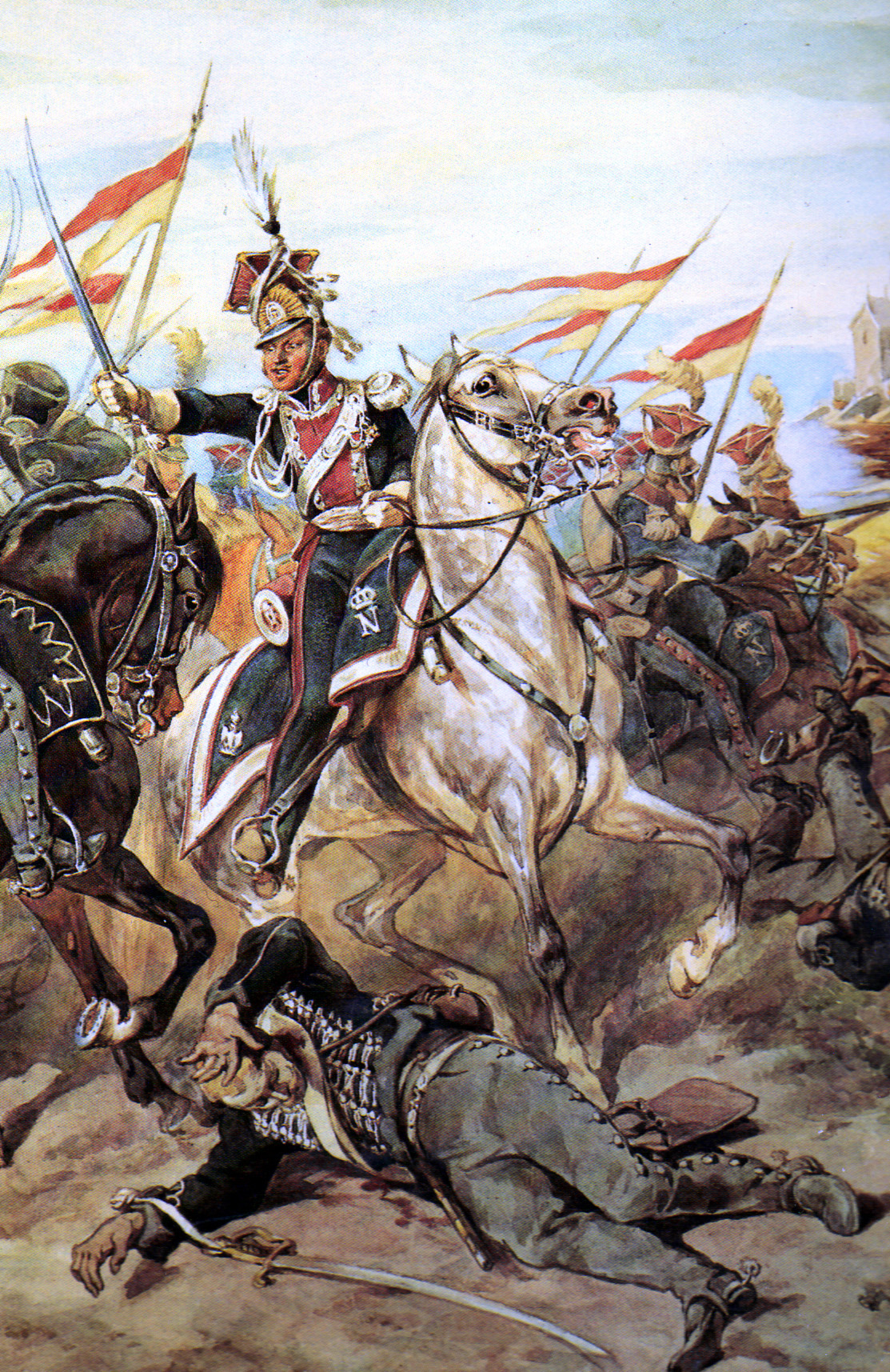
1864 Combat de Peterswalde
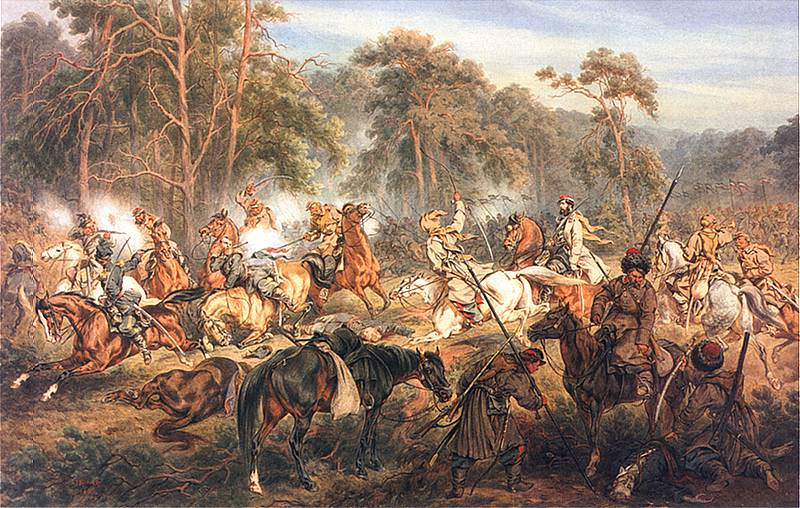
av.1893 Bataille d'Ignacewo (en)
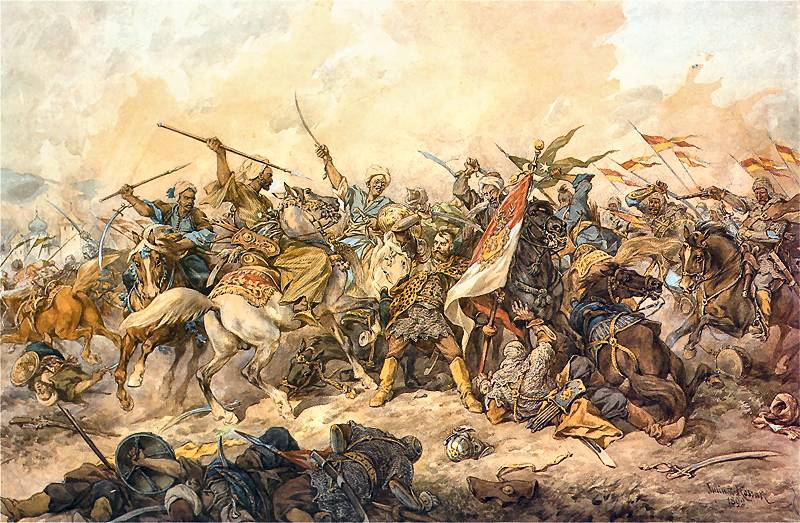
1892 Bataille de Khotin

## Descendance directe et filiations
Nés à Paris: 
- les jumeaux Wojciech (né le 31 décembre 1856) et Tadeusz (en) (né le 1er janvier 1857)
- Stefan (né en 1858)

Nées à Varsovie: 
- Zofia (née en 1861) et Jadwiga (née en 1865),